# DS 4 (2011)
La DS 4 introdotta nel 2011 è un'automobile di segmento C prodotta dal 2011 al 2018 e costituisce la prima generazione della DS 4 stessa. Essa venne prodotta inizialmente, e fino alla fine del 2014 dalla casa automobilistica francese Citroën come Citroën DS4. Dall'inizio del 2015 e fino al termine della sua produzione, appunto nel 2018, la vettura venne commercializzata nella gamma del marchio DS Automobiles e con la sigla DS 4 come denominazione ufficiale, con DS come marchio vero e proprio a sé stante.

## Storia

### Genesi e debutto

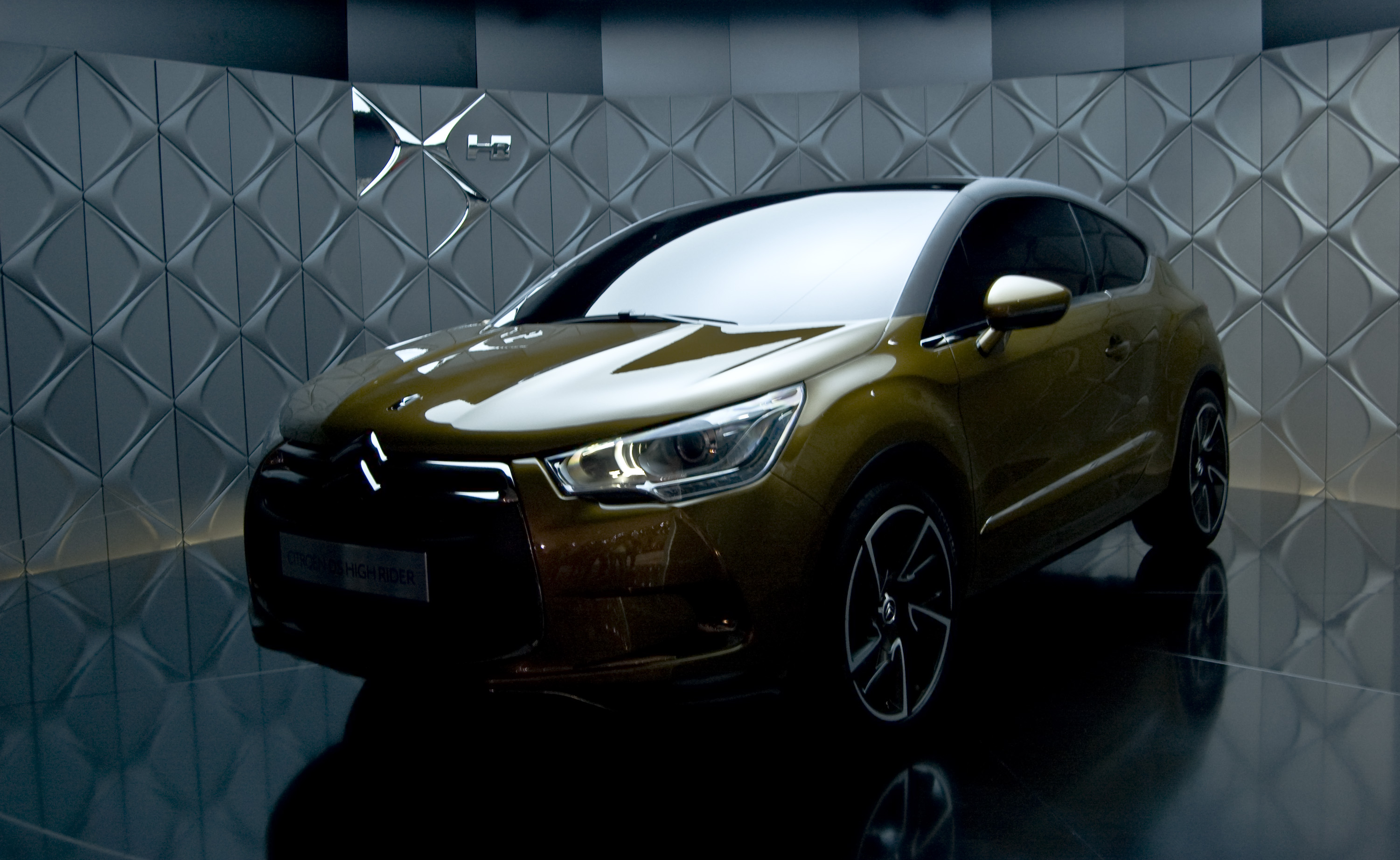
Citroën DS High Rider del 2010

Con il lancio, all'inizio del 2010, della DS3, la casa francese ha preannunciato l'estensione del sottomarchio premium e dei suoi contenuti ricchi e raffinati anche ad altri modelli. Tra questi vi sarebbe stato il modello realizzato sulla base della compatta di segmento C di casa Citroën, ossia la C4. A tale proposito, e per confermare quanto apertamente dichiarato, al salone di Ginevra nel marzo dello stesso anno, la casa del "double chevron" (anche quest'ultimo aggiornato in occasione del debutto della DS3) presentò la concept DS High Rider, una sorta di crossover con carrozzeria a tre porte filante ed arrotondata, frontale aggressivo e marcata altezza da terra, quasi da SUV. Tale concept prefigurava quasi del tutto quella che sarebbe stata la vettura definitiva e marciante su strada ed era equipaggiata da un motore ibrido costituito dall'accoppiamento tra un motore diesel che agiva sull'avantreno ed un motore elettrico che invece azionava le ruote posteriori. Si trattava perciò di una vettura a trazione integrale che sfruttava la tecnologia sperimentata sulla "cugina" 3008 Hybrid4.
Nel frattempo, in occasione del salone di Parigi, venne lanciata la nuova generazione della C4 e con essa fu svelata ufficialmente la nuova vettura different spirit (questo è il significato della sigla DS utilizzata da Citroën nel nuovo millennio), con il nome di DS4. Pur proponendo in pratica una vettura dallo stesso impatto estetico della concept DS High Rider, la DS4 presentava anche alcune differenze, una delle quali, particolarmente evidente, stava nella presenza delle portiere posteriori. Per il resto, la DS4 non ha tradito le attese degli appassionati di questo genere di vetture, poiché ha impressionato positivamente una folta schiera di visitatori della kermesse parigina. I potenziali acquirenti avrebbero dovuto però aspettare ancora diversi mesi, poiché l'avvio della commercializzazione della DS4 era stato fissato tra il maggio ed il giugno del 2011.

#### Design ed interni
Fin dalla sua presentazione come concept, la DS4 lasciava intuire facilmente quali sarebbero stati i suoi contenuti stilistici, puntualmente confermati anche nella versione definitiva. Va detto subito che la DS4, con la sua particolare configurazione crossover che unisce la sportività di una berlina di segmento C, la praticità di una cinque porte e l'altezza da terra riscontrabile su alcune crossover SUV, va ad inserirsi in una nicchia di mercato difficilmente assimilabile ad altre crossover già presenti sul mercato, segno degli sforzi dei progettisti di creare una vettura diversa dal solito in un panorama automobilistico che nella seconda metà degli anni 2000 ha teso a diversificarsi in maniera notevole, creando nuovi settori di mercato presso moltissime case automobilistiche. Ne deriva che la DS4 non ha delle concorrenti dirette, ma solo alcuni modelli che vi si possono avvicinare per alcune analogie. Tra queste vanno ricordate la Mitsubishi ASX, la Dodge Caliber (modelli più vetusti al momento del debutto della DS4) e la Nissan Qashqai a 5 posti. Quest'ultima è visibile tra l'altro come concorrente della DS4 ed anche della 3008, ma le due vetture francesi sono difficilmente accostabili l'una all'altra, ed anche ciò è una prova evidente delle varie differenze che separano la DS4 dal resto delle crossover e ne fanno una vettura a sé.

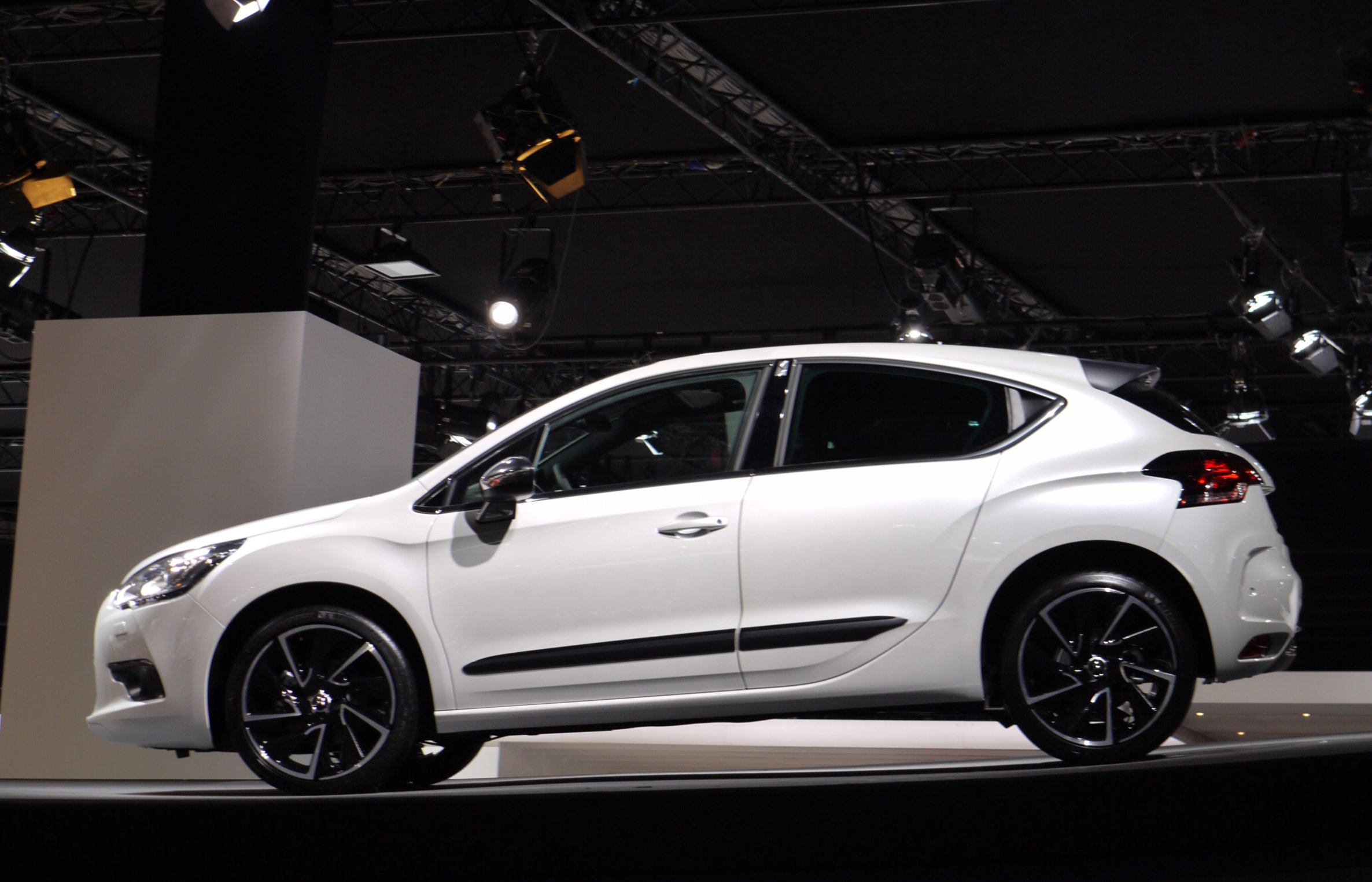
Linea laterale di una DS 4;notare l'assenza della maniglia per le porte posteriori integrata invece nel montante dei vetri

Il frontale della DS4 rivela una notevole aggressività unita ad una ricercatezza stilistica volta a dare una personalità del tutto particolare alla vettura. Spiccano innanzitutto i grandi fari anteriori dal taglio "cattivo" ed ispirati nel disegno a quelli della nuova generazione della C4. I gruppi ottici sono separati tra loro da una grande ed aggressiva calandra di forma trapezoidale che nella parte superiore mostra il logo della Casa integrato nei due "baffi" cromati, logo che in parte penetra nella zona del cofano motore. Un'altra linea cromata segue poi il contorno dell'intera calandra anche nella zona inferiore, dove si apre una grossa "bocca" per convogliare aria al cofano motore. Lo scudo paraurti, che in parte penetra nella calandra stessa tagliandola in due ed ospitando l'alloggiamento per la targa, è caratterizzato alle due estremità dall'alloggiamento dei fari fendinebbia, incassati in una sorta di nicchia disegnata in maniera tale da conferire maggior aggressività e personalità alla vista anteriore. La fiancata è quella che maggiormente mostra la particolarità delle linee della DS4, poiché lateralmente si notano tutte le componenti stilistiche e non solo miscelate sapientemente dall'équipe di designer capeggiata da Jean-Pierre Ploué. Chiaramente visibile l'impostazione della carrozzeria con padiglione tagliato quasi a mo' di coupé, unita all'altezza da terra, troppo elevata per una normale segmento C e troppo ridotta per parlare di un vero e proprio crossover SUV. Il tetto è anche caratterizzato dalla presenza del parabrezza panoramico che vi si estende fino a buona parte di esso. La sensazione di coupé è accentuata anche dal fatto che pur essendo la DS4 una cinque porte, le due portiere posteriori sono mimetizzate dal fatto di possedere la maniglia nascosta nei montanti posteriori (un dettaglio stilistico introdotto 15 anni prima dalla Alfa Romeo 156). Dalla vista laterale emergono anche elementi stilistici atti a rendere assai grintosa la vista d'insieme, come i parafanghi bombati ed aggressivi. La coda, tondeggiante, alta e dal taglio sportivo, è caratterizzata dai gruppi ottici dal disegno ricercato, ma anche dal lunotto inclinato, non molto grande e sormontato da uno spoiler che dona ulteriore grinta alla vettura. Altre caratteristiche della zona posteriore sono il massiccio scudo paraurti che alle due estremità presenta due intagli che ricordano molto quelli sul frontale della DS3. Ed ancora, degni di nota sono i due grintosi terminali di scarico con uscite integrate nello scudo paraurti stesso.

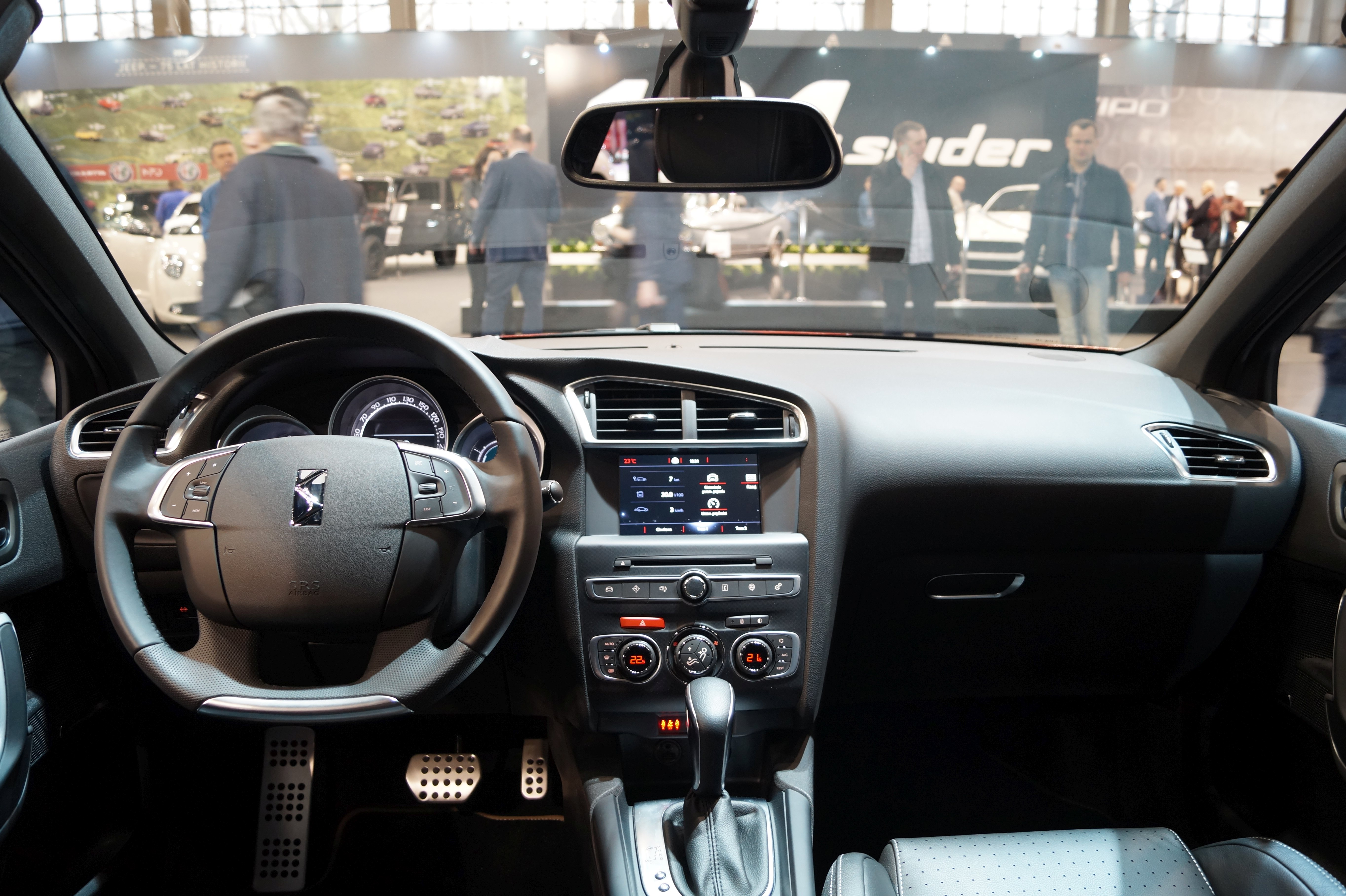
Interni di una DS4

Molto particolari anche gli interni, riccamente rifiniti come si conviene ad una vettura dalle mire premium: la plancia, rivolta verso il conducente presenta anche inserti cromati. Tutto quanto (plancia, cruscotto, sedili, ecc.) è stato disegnato a sua volta badando molto a creare un ambiente originale dal punto di vista stilistico, ma senza riprogettare ex novo alcunché. Si ritrovano infatti alcuni elementi già visti sulla 3008, come per esempio il maniglione anteriore lato passeggero fissato sulla plancia vicino alla console centrale. Molto particolari anche i sedili, con le loro particolari cuciture a "dorso di tartaruga" e con i curiosi poggiatesta cavi. Abbastanza capiente il baule posteriore, della capacità di 385 litri.

#### Meccanica e motorizzazioni
Pianale e meccanica della DS4 sono direttamente derivati da quelli utilizzati dalle due generazioni della normale C4 (nell'avvicendamento dalla prima alla seconda generazione della compatta francese la base meccanica è stata mantenuta, salvo alcuni aggiornamenti): ritroviamo così l'avantreno pseudo-MacPherson ed il retro treno a traversa deformabile, con molle elicoidali, ammortizzatori idraulici telescopici e barre antirollio sui due assi. L'impianto frenante prevede freni a disco autoventilanti all'avantreno e pieni al retrotreno, con ripartitore di frenata, ABS, ESP, controllo di trazione ed assistente alla frenata di emergenza. Questi dispositivi elettronici appena menzionati fanno parte della dotazione di serie di tutta la gamma DS4.
Al suo debutto, la DS4 è disponibile nelle seguenti motorizzazioni:
- 1.6 VTi: motore Prince da 1598 cm³ con potenza massima di 120 CV;
- 1.6 THP: motore Prince da 1598 cm³ sovralimentato mediante turbocompressore e disponibile con potenze di 156 e di 200 CV;
- 1-6 e-HDi: motore turbodiesel common rail da 1560 cm³ con sistema Stop&Start integrato (tecnologia ibrido leggero) e con potenza massima di 111 CV;
- 2.0 HDi: motore turbodiesel common rail da 1997 cm³ con potenza massima di 163 CV.

In alcuni mercati, come per esempio quello tedesco, è prevista anche una versione spinta dal 1.6 HDi normale, senza sistema Stop&Start integrato.
Tre le varianti di trasmissione previste: il 1.6 VT è previsto di serie con un cambio manuale a 5 marce, mentre il 1.6 THP da 156 CV è abbinato unicamente ad un robotizzato a 6 rapporti ed il 1.6 THP da 200 CV è disponibile esclusivamente con il manuale a 6 marce. Le motorizzazioni a gasolio sono anch'esse disponibili con un cambio manuale a 6 marce, ma a richiesta è possibile ottenere il robotizzato a 6 marce di cui sopra.

#### Allestimenti e dotazioni

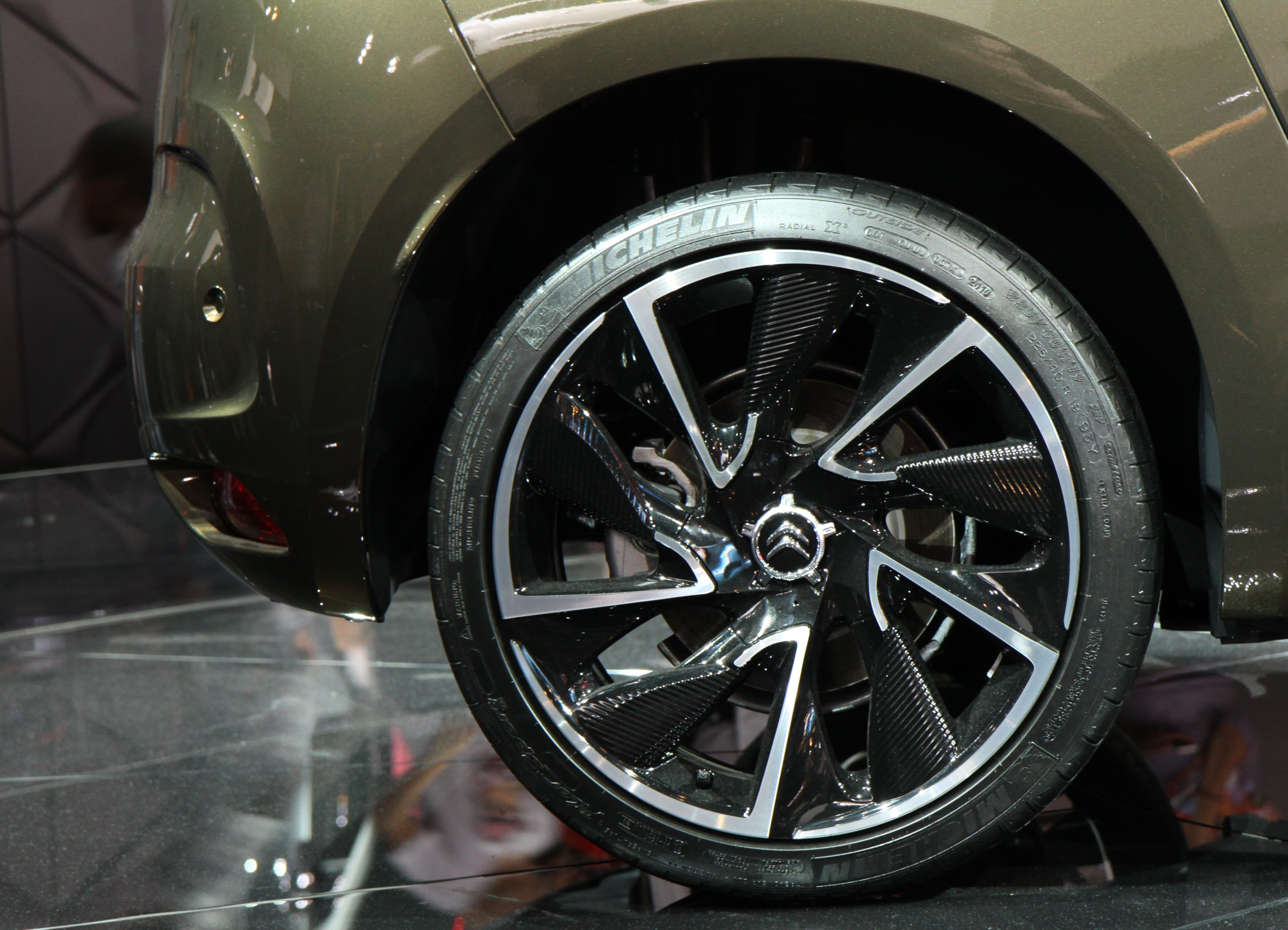
Vista di un cerchio da 19 pollici su una DS4 in allestimento Sport Chic

In Italia, la DS4 era disponibile in tre livelli di allestimento:
- Chic: è il livello di base, peraltro già molto completo e previsto per le motorizzazioni 1.6 VTi e 1.6 e-HDi. Tale allestimento comprende nella dotazione di serie: ABS, ESP, ripartitore di frenata, controllo di trazione, assistente alla frenata di emergenza, doppio airbag frontale, airbag laterali, airbag a tendina, chiusura centralizzata, chiusura automatica con veicolo in movimento, luci di emergenza ad azionamento automatico in caso di forte frenata, dispositivo Hill Holder per le partenze in salita, vetri elettrici anteriori , climatizzatore manuale, cruise control, interni in tessuto, volante multifunzione in pelle e regolabile in altezza e profondità, cruscotto Black Panel, indicatore di cambiata e di rapporto inserito, strumentazione ad illuminazione regolabile, fari anteriori e posteriori a led, fendinebbia con tecnologia Cornering Light, retrovisori esterni elettrici e riscaldabili, parabrezza panoramico, cerchi in lega da 16 pollici, autoradio con lettore MP3 e comandi al volante, sedile conducente regolabile in altezza e divano posteriore frazionabile. Per il motore 1.6 a benzina è previsto di serie un cambio manuale a 5 marce, mentre la 1.6 e-HDi è equipaggiata con un cambio manuale a 6 marce, oppure a richiesta con il robotizzato sempre a 6 marce.
- So Chic: livello intermedio disponibile in abbinamento a tutte le motorizzazioni della gamma tranne il 1.6 THP da 200 CV. Tale livello differisce dal livello inferiore per il climatizzatore, non più manuale ma automatico bi-zona. In più, la dotazione di serie del livello So Chic include anche: interni in tessuto e pelle, poggiatesta anteriori regolabili, retrovisori esterni ripiegabili elettricamente, retrovisore interno fotocromatico, sensori di parcheggio posteriori, sensori pioggia, cerchi in lega da 17 pollici, pedaliera in alluminio, presa USB, presa AUX, sedili anteriori con funzione massaggio, regolazione lombare e regolazione in altezza. Tra gli optional più rilevanti vanno citati i fari bi-xeno ad orientamento intelligente ed i sedili anteriori riscaldabili.
- Sport Chic: livello di punta disponibile solo per il motore 1.6 THP da 200 CV e per il 2.0 HDi. Tale livello di allestimento prevede quanto già visto per l'allestimento So Chic, ma con in più: cerchi in lega da 18 pollici anziché da 17, sistema di sorveglianza degli angoli morti, retrovisori esterni con memoria e con funzione di orientamento automatico in caso di inserimento della retromarcia, sensori di parcheggio anteriori ed interni in pelle. Tra gli optional più rilevanti per l'allestimento Sport Chic vanno ricordati i cerchi in lega da 19 pollici, il DLW (Departure Lane Warning), i sedili anteriori riscaldabili ed il sedile conducente regolabile elettricamente.

### Evoluzione

#### I primi anni di carriera
La prima tappa evolutiva della gamma DS4 si ha nel dicembre del 2011, quando il 1.6 THP da 156 CV viene portato a 163 CV, mentre la trasmissione viene affidata ad un cambio automatico a 6 rapporti, in luogo del precedente robotizzato. Tale novità è stata prevista inizialmente solo per alcuni mercati: in quello italiano, la nuova versione della DS4 farà la sua comparsa solo a partire dal febbraio del 2012. Nella tarda estate dello stesso anno, la gamma si arricchisce con l'arrivo di un 2 litri turbodiesel depotenziato a 136 CV.
Per oltre un paio di anni non si sono avute novità di sorta nella gamma della DS4, fino alla fine del 2014, quando il ventaglio di motorizzazioni ha visto l'arrivo del nuovo 1.2 THP fa 131 CV, che va a sostituire il 1.6 Prince aspirato da 120 CV. Contemporaneamente il motore 1.6 THP da 200 CV viene tolto da alcuni mercati, mentre la variante da 163 CV con cambio automatico viene aggiornata e la sua potenza subisce un leggerissimo incremento (da 163 a 165 CV). Sul fronte dei diesel, infine, si ha l'ingresso in gamma del 1.6 BlueHDi da 120 CV.

#### Restyling 2015 e l'ingresso nella gamma DS

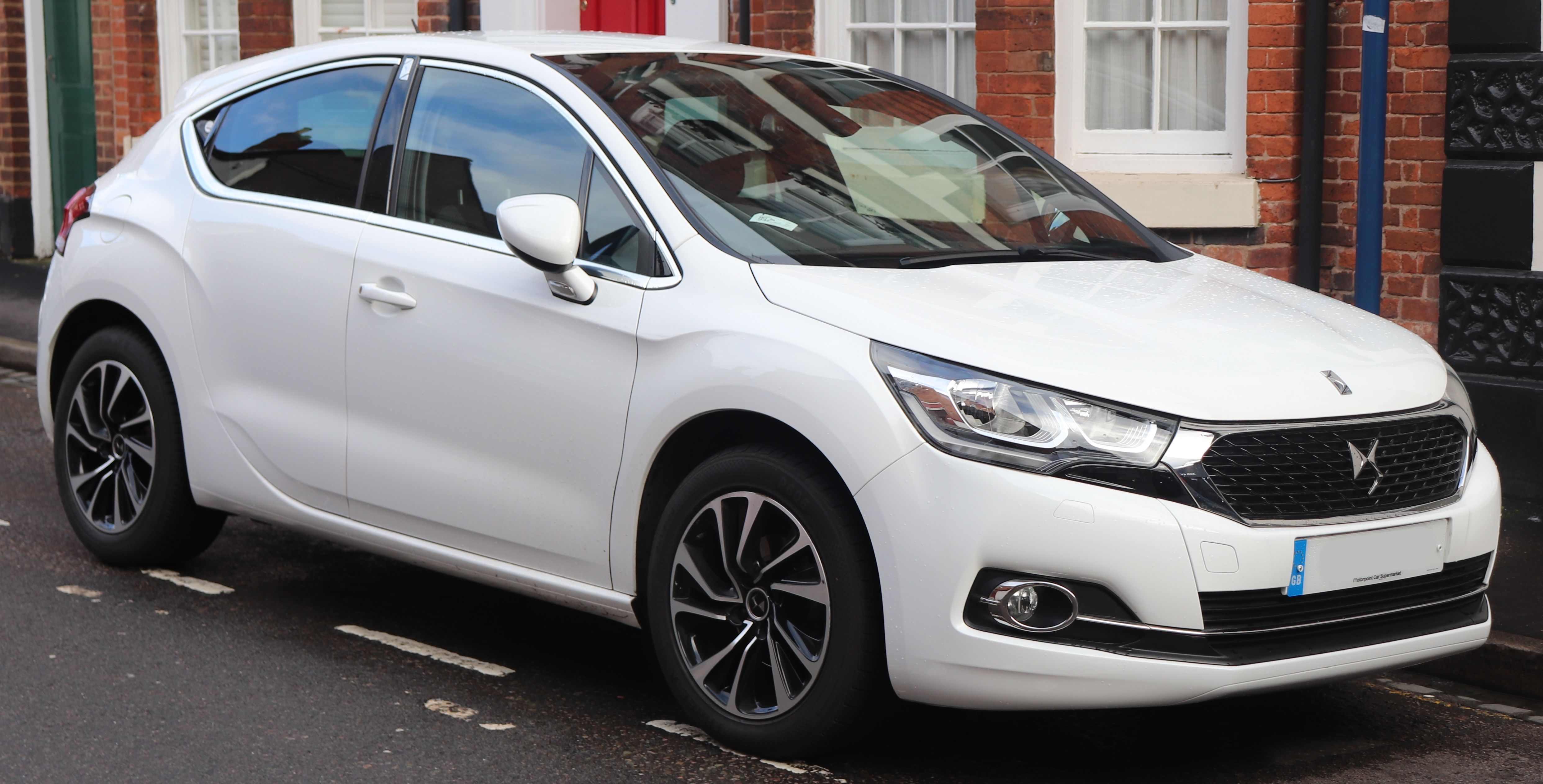
Una DS 4 nella sua versione ristilizzata

La novità più significativa per il 2015 si ha a marzo, quando i listini evidenziano l'assenza della DS 4 dalla gamma Citroën e la sua inclusione nella neonata gamma DS. Cambia quindi la denominazione ufficiale del modello, che non è più Citroën DS4, ma semplicemente DS 4. Per quanto riguarda la gamma motori non si hanno differenze di sorta e si ritrovano quindi le unità già previste dall'autunno precedente, ossia il 1.2 turbo da 131 CV, nonché i 1.6 THP da 165 e 200 CV per quanto riguarda le unità a benzina. Sul fronte dei diesel sono presenti in gamma il 1.6 HDi da 92 CV, il 1.6 e-HDi da 115 CV, il 1.6 BlueHDi da 120 CV ed il 2 litri BlueHDi da 150 e 180 CV. Nello stesso periodo, anche gli altri due modelli DS (la DS3 e la DS5) entrano a far parte della gamma DS. Il modello di punta, soggetto a restyling, perde qualsiasi riferimento al "double Chevron". Invece, la DS 4 conserva ancora la calandra del "double Chevron", così come pure la DS 3.
Tale situazione è durata per sei mesi, fino a che, al Salone di Francoforte, non è stata presentata la DS 4 ristilizzata. La novità più evidente di questo aggiornamento è stato proprio il frontale, ridisegnato completamente e privato del logo Citroën, mentre compare invece il logo della DS. Nuovo anche il taglio dei gruppi ottici anteriori e il disegno dei paraurti anteriori, dotati tra l'altro anche di nuovi fari antinebbia. Tale restyling va ad uniformare anche la DS 4 con il corso stilistico tipico delle DS già commercializzate da tempo in Cina. Gli aggiornamenti nella parte posteriore sono stati più lievi e limitati ad alcuni dettagli. Per quanto riguarda la gamma motori, si ha l'ingresso in gamma della 1.6 THP da 211 CV, nuova motorizzazione di punta. Sul fronte diesel si è avuta invece l'uscita dal listino della motorizzazione 1.6 HDi da 114 CV. A questo punto, tutte le motorizzazioni a gasolio sono diventate del tipo BlueHDi. A livello di allestimenti, la novità più consistente si ha nell'introduzione della versione Crossback, caratterizzata da un assetto rialzato di 30 mm e per la presenza di barre portatutto sul tetto.
Nella primavera del 2016, si ha l'arrivo di un 1.6 BlueHDi da 99 CV di potenza massima, motore proposto anche in numerosi altri modelli del gruppo PSA. Un anno dopo, invece, si ha l'uscita di listino della versione di punta, ossia la 1.6 THP da 211 CV. La fine della produzione per la DS 4 è arrivata nella primavera del 2018, quando le linee adibite all'assemblaggio della vettura si sono fermate, sia per l'anzianità del modello, sia per mancanza di compatibilità delle motorizzazioni da essa montate con la nuova normativa antinquinamento Euro 6c, che sarebbe entrata in vigore il 1º settembre dello stesso anno. Nei mesi seguenti, fino a fine agosto, sono state smaltite le scorte giacenti nei magazzini. 
La seconda generazione della DS 4 è stata lanciata solo tre anni dopo, nell'estate del 2021.

### Tabella riepilogativa
Di seguito vengono mostrate le caratteristiche delle varie versioni previste per la gamma DS4. I prezzi riportati si riferiscono al livello di allestimento meno costoso ed al momento del debutto nel mercato italiano. Dal mese di marzo 2015, i modelli ancora in produzione vengono inclusi nella neonata gamma DS.
| Modello                 | Motore                    | Cilindrata cm³ | Potenza CV/rpm | Coppia Nm/rpm  | Cambio/ N°rapporti    | Massa a vuoto (kg) | Velocità max | Acceler. 0–100 km/h | Consumo (l/100 km) | Emissioni CO2 (g/km) | Anni di produzione |
| Versioni a benzina      |                           |                |                |                |                       |                    |              |                     |                    |                      |                    |
| DS4 1.2 THP             | EB2DTS                    | 1199           | 131/5000       | 230/1750       | M/6                   | 1.255              | 198          | 9"9                 | 5.1                | 119                  | 12/2014-04/2018    |
| DS4 1.6 VTi             | EP6                       | 1598           | 120/6000       | 160/4250       | M/5                   | 1.205              | 193          | 10"8                | 6.2                | 144                  | 05/2011-12/2014    |
| DS4 1.6 THP             | EP6CDT                    | 1598           | 156/6000       | 240/ 1400-4000 | R/6                   | 1.284              | 214          | 9"                  | 6.5                | 152                  | 05/2011-12/2011    |
| DS4 1.6 THP             | EP6CDT                    | 1598           | 163/6000       | 240/ 1400-4000 | A/6                   | 1.363              | 212          | 8"6                 | 7.7                | 178                  | 12/2011-12/2014    |
| DS4 1.6 THP             | EP6CDT                    | 1598           | 165/6000       | 240/ 1400-4000 | A/6                   | 1.310              | 212          | 8"7                 | 5.5                | 128                  | 12/2014-04/2018    |
| DS4 1.6 THP             | EP6CDTX                   | 1598           | 200/5800       | 275/ 1700-4000 | M/6                   | 1.316              | 235          | 7"9                 | 6.4                | 149                  | 05/2011-09/2015    |
| DS4 1.6 THP             | EP6FDTX                   | 1598           | 211/6000       | 285/1750       | M/6                   | 1.313              | 235          | 7"8                 | 6                  | 138                  | 10/2015-05/2017    |
| Versioni diesel         |                           |                |                |                |                       |                    |              |                     |                    |                      |                    |
| DS4 1.6 BlueHDi 100     | DV6FD                     | 1560           | 99/3750        | 254/ 1750      | M/6                   | 1.290              | 180          | 12"3                | 4,1                | 104                  | 04/2016-04/2018    |
| DS4 1.6 e-HDi           | DV6D e-HDi con Stop&Start | 1560           | 112/3600       | 270/1750       | M/6                   | 1.270              | 190          | 11"3                | 4.4                | 114                  | 05/2011-12/2012    |
| DS4 1.6 e-HDi           | DV6D e-HDi con Stop&Start | 1560           | 114/3600       | 270/1750       | R/6                   | 1.300              | 190          | 12"4                | 4.2                | 110                  | 01/2013-08/2015    |
| DS4 1.6 BlueHDi 120     | DV6FC                     | 1560           | 120/3500       | 300/1750       | M/6                   | 1.290              | 193          | 10"9                | 3.8                | 100                  | 12/2014-04/2018    |
| DS4 2.0 HDi (136CV)     | DW10B                     | 1997           | 136/4000       | 320/2000       | M/6                   | 1.320              | 204          | 10"2                | 5.1                | 134                  | 08/2012-02/2015    |
| DS4 2.0 BlueHDi (150CV) | DW10FD                    | 1997           | 150/4000       | 370/2000       | M/6                   | 1.410              | 207          | 8"8                 | 4                  | 100                  | 03/2015-04/2018    |
| DS4 2.0 HDi (163CV)     | DW10C                     | 1997           | 163/3750       | 340/ 2000-3000 | M/6                   | 1.320              | 212          | 8"6                 | 5.1                | 134                  | 05/2011-02/2015    |
| DS4 2.0 BlueHDi (180CV) | PSA DW#Motore BlueHDi     | 1997           | 180/3750       | 400/2000       | Aut. seq./ 8 rapporti | 1.420              | 205          | 8"6                 | 4.3                | 113                  | 03/2015-04/2018    |